# Stanislav Soechina
Stanislav Valerjevitsj Soechina (Russisch: Станислав Валерьевич Сухина) (Tsjerkasy, 16 augustus 1968) is een Russisch voormalig voetbalscheidsrechter. Hij was in dienst van FIFA en UEFA tussen 2003 en 2010. Ook leidde hij tot zijn pensioen in 2012 wedstrijden in de Premjer-Liga.
Op 26 augustus 2004 maakte Soechina zijn debuut in Europees verband tijdens een wedstrijd tussen IF Elfsborg en Glentoran FC in de voorronde van de UEFA Cup; het eindigde in 2–1 voor Elfsborg en de Russische scheidsrechter trok driemaal een gele kaart. Zijn eerste interland floot hij op 7 oktober 2005, toen Polen met 3–2 won van IJsland. Tijdens dit duel gaf Soechina drie gele kaarten.

## Interlands
| Datum            | Plaats               | Wedstrijd                | Uitslag | Competitie           | Kreeg geel | Kreeg voor de tweede keer geel en dus rood | Weggestuurd |
| ---------------- | -------------------- | ------------------------ | ------- | -------------------- | ---------- | ------------------------------------------ | ----------- |
| 7 oktober 2005   | Warschau, Polen      | Polen – IJsland          | 3 – 2   | Vriendschappelijk    | 3          | 0                                          | 0           |
| 15 augustus 2006 | Kiev, Oekraïne       | Oekraïne – Azerbeidzjan  | 6 – 0   | Vriendschappelijk    | 1          | 0                                          | 0           |
| 20 augustus 2008 | Minsk, Wit-Rusland   | Wit-Rusland – Argentinië | 0 – 0   | Vriendschappelijk    | 0          | 0                                          | 0           |
| 1 april 2009     | Boedapest, Hongarije | Hongarije – Malta        | 3 – 0   | WK 2010 kwalificatie | 5          | 0                                          | 0           |
| 25 mei 2010      | Charkov, Oekraïne    | Oekraïne – Litouwen      | 4 – 0   | Vriendschappelijk    | 5          | 0                                          | 0           |
| 12 december 2010 | Vaduz, Liechtenstein | Liechtenstein – Tsjechië | 0 – 2   | EK 2012 kwalificatie | 4          | 0                                          | 0           |